# Rugby 18
Rugby 18 est un jeu vidéo de rugby à XV développé par Eko Software et édité par Bigben interactive, sorti le 27 octobre 2017 sur consoles de salon (PlayStation 4 et Xbox One) et ordinateur (Windows). Il comporte les licences officielles des championnats de France Top 14 et Pro D2, d'Angleterre (Aviva Premiership) et du Pro14.

## Accueil

### Critiques
- Actugaming : 3/10[1] (PS4)
- Gameblog : 5/10[2] (PS4)
- Jeuxvideo.com : 9/20[3] (PS4)

### Nomination
Début octobre 2017, avant même que Rugby 18 ne soit sorti, il est nommé dans la catégorie  « Ping meilleur jeu de sport » lors de la cérémonie des Ping Awards, laquelle vise à récompenser les meilleurs jeux vidéo développés en France. En effet, il est jugé aux côtés de Pro Cycling Manager Saison 2017, Pro Basketball Manager 2017 et Steep – un jeu sur le « sport extrême »,. Toutefois, Rugby 18 ne reçoit pas le lauréat qui profite finalement au jeu de rallye automobile WRC 7.